# Boston Patriots 1968
La stagione 1968 dei Boston Patriots è stata la nona della franchigia nell'American Football League e l'ottava e ultima con Mike Holovak come capo-allenatore.. Fu anche l'ultima stagione a Fenway Park prima di trasferirsi all'Alumni Stadium nel campus del Boston College l'anno seguente. La squadra concluse con un bilancio di quattro vittorie e dieci sconfitte, al quarto posto della AFL Eastern division. 

## Calendario
| Turno | Data               | Avversario            | Risultato          | Pubblico           |
| ----- | ------------------ | --------------------- | ------------------ | ------------------ |
| 1     | 8/9/1968           | at Buffalo Bills      | V 16–7             | 38,865             |
| 2     | Settimana di pausa | Settimana di pausa    | Settimana di pausa | Settimana di pausa |
| 3     | 22/9/1968          | New York Jets         | S 47–31            | 22,002             |
| 4     | 29/9/1968          | at Denver Broncos     | V 20–17            | 37,024             |
| 5     | 6/10/1968          | at Oakland Raiders    | S 41–10            | 44,253             |
| 6     | 13/10/1968         | Houston Oilers        | S 16–0             | 32,502             |
| 7     | 20/10/1968         | Buffalo Bills         | V 23–6             | 21,082             |
| 8     | 27/10/1968         | at New York Jets      | S 48–14            | 62,351             |
| 9     | 3/11/1968          | Denver Broncos        | S 35–14            | 18,304             |
| 10    | 10/11/1968         | San Diego Chargers    | S 27–17            | 19,278             |
| 11    | 17/11/1968         | at Kansas City Chiefs | S 31–17            | 48,271             |
| 12    | 24/11/1968         | Miami Dolphins        | S 34–10            | 18,305             |
| 13    | 1/12/1968          | Cincinnati Bengals    | V 33–14            | 17,796             |
| 14    | 8/12/1968          | at Miami Dolphins     | S 38–7             | 24,242             |
| 15    | 15/12/1968         | at Houston Oilers     | S 45–17            | 34,198             |

## Classifiche
| AFL Eastern Division | AFL Eastern Division | AFL Eastern Division | AFL Eastern Division | AFL Eastern Division | AFL Eastern Division | AFL Eastern Division | AFL Eastern Division | AFL Eastern Division | AFL Eastern Division |
|                      | V                    | S                    | P                    | %                    | DIV                  | PF                   | PS                   | Str.                 |                      |
| -------------------- | -------------------- | -------------------- | -------------------- | -------------------- | -------------------- | -------------------- | -------------------- | -------------------- | -------------------- |
| New York Jets        | 11                   | 3                    | 0                    | .786                 | 7–1                  | 419                  | 280                  | V4                   |                      |
| Houston Oilers       | 7                    | 7                    | 0                    | .500                 | 5–3                  | 303                  | 248                  | V2                   |                      |
| Miami Dolphins       | 5                    | 8                    | 1                    | .385                 | 4–3–1                | 276                  | 355                  | S1                   |                      |
| Boston Patriots      | 4                    | 10                   | 0                    | .286                 | 2–6                  | 229                  | 406                  | S2                   |                      |
| Buffalo Bills        | 1                    | 12                   | 1                    | .077                 | 1–6–1                | 199                  | 367                  | S8                   |                      |

Nota: Le partite pareggiate non vennero conteggiate a fini delle classifiche fino al 1972.